# Гудиани
Гуриани (или Гудияни, также известная как Адарш Грам Гуриани) — деревня, расположенная в районе Ревари штата Харьяна.
Она находится в 21 км к северу от административного центра округа Ревари, в 309 км от столицы штата Чандигарх и в 80 км от столицы страны, Нью-Дели.
В деревне проживает около 6000 человек, и в ней насчитывается около 1150 домов. В Гуриани действует система Панчаяти Радж (местное самоуправление). Село разделено на четыре мохалли (района) и 16 кварталов, а также включает три правительственные школы и четыре частные учебных заведения.
В деревне расположены три основных храма, одна гурудвара, одна мечеть и одна идга (место для молитвы мусульман), а также публичная библиотека. Важным религиозным объектом является святое место Баба Миян Мунна, одно из самых почитаемых мест поклонения в Гуриани, где встречаются мусульмане и индуисты. Имя Баба Миян Мунна символизирует секуляризм села: "Миян" для мусульманского священника и "Мунна" для индуиста.
В деревне также установлен мемориал павшим на последнем рубеже обороны ахирам во время Китайско-Индийской войны 1962 года в перевале Резанг-Ла. Каждый год здесь отмечается день их подвига.
Исторически Гуриани была известна как место, где выращивали ягоды (Бер ke Bag), торговали лошадьми и продавали воду. Известная цитата о деревне гласит: «Чар Чиз тауфа-ае-Гуриани, Бер, Саудагар, Гхор (лошади) аур Панни», что подчеркивает важность этих продуктов в прошлом.